# Aeropuerto de Bereznikí
El aeropuerto de Bereznikí (ruso: Березники; ICAO: USPT) es un aeropuerto en el norte de la Rusia europea, en el krai de Perm. Está situado a 207 m sobre el nivel del mar, 9 km al sudeste de Solikamsk (a la cual sirve juntamente con Bereznikí). Es utilizado mayoritariamente por helicópteros.
El espacio aéreo está controlado desde el FIR de Perm-Bolshoye Sávino (ICAO: USPP)

## Pista
El aeropuerto de Bereznikí dispone de una pista de asfalto en dirección 17/25 de 1.500x42 m. (4.921x138 pies).
El pavimento es del tipo 21/F/C/Y/T, que lo hace adecuado para ser utilizado por aeronaves con un peso máximo al despegue de 30 toneladas y todo tipo de helicópteros. Las operaciones se realizan únicamente en horario diurno.

## Aerolíneas y destinos
| Nombre aerolínea | Destinos                                                     |
| ---------------- | ------------------------------------------------------------ |
| Gazpromavia      | Vuelos charter regionales (en helicóptero)                   |
| Helix Aircompany | Vuelos charter regionales (en helicóptero)                   |
| LUKoil-Avia      | Vuelos charter regionales e interregionales (en helicóptero) |
| Sirius-Aero      | Vuelos charter a Moscú-Vnúkovo                               |